# Robert Ameerali
Robert Leo Antonius Ameerali (Paramaribo, 16 augustus 1961) was van 2010-2015 vicepresident van Suriname.

## Biografie
Hij is de directeur, eigenaar en oprichter van Djinipi Copy Center in Nieuw-Nickerie en Paramaribo en eigenaar van Hotel Ameerali in Nickerie dat hij van zijn vader erfde. Van 1996 tot 2010 was hij voorzitter van de Kamer van Koophandel en Fabrieken.
Op 19 juli 2010 werd hij door De Nationale Assemblée gekozen tot vicepresident van Suriname. Door de samenwerking van de Megacombinatie (23 zetels), de A Combinatie (7 zetels) en Volks Alliantie (6 zetels) van respectievelijk Desi Bouterse, Ronnie Brunswijk en Paul Somohardjo kreeg Ameerali bij de vicepresidentsverkiezingen in het parlement zesendertig van de 50 stemmen (het 51ste lid van De Nationale Assemblée was Ronald Venetiaan wiens ambt als president niet kon worden gecombineerd met het lidmaatschap van het parlement).

Billboard met afbeelding van Desi Bouterse en Robert Ameerali

Ameerali, die door de Algemene Bevrijdings- en Ontwikkelingspartij (ABOP; onderdeel van de A Combinatie) werd voorgedragen, versloeg daarmee zijn tegenkandidaat Gregory Rusland (van de Nationale Partij Suriname) die 13 stemmen kreeg (er was één onthouding). Op diezelfde dag werd Desi Bouterse gekozen tot president van Suriname. Op 12 augustus 2010 vond de inauguratie van Bouterse en Ameerali plaats. Twee weken later moest Ameerali de zieke Bouterse vervangen: van 26 augustus tot 2 september was hij waarnemend president van Suriname.
Een tweede optreden als president ad interim trok meer aandacht: in 2011 liet Bouterse het aan zijn plaatsvervanger over om tijdens zijn reis naar het buitenland de omstreden amnestiewet te ondertekenen, waardoor een veroordeling van de president en anderen wegens de Decembermoorden werd voorkomen.
Op 14 juli 2015 werd Ashwin Adhin gekozen tot opvolger van Ameerali als vice-president van Suriname.